# Carl Gottlieb Haubold

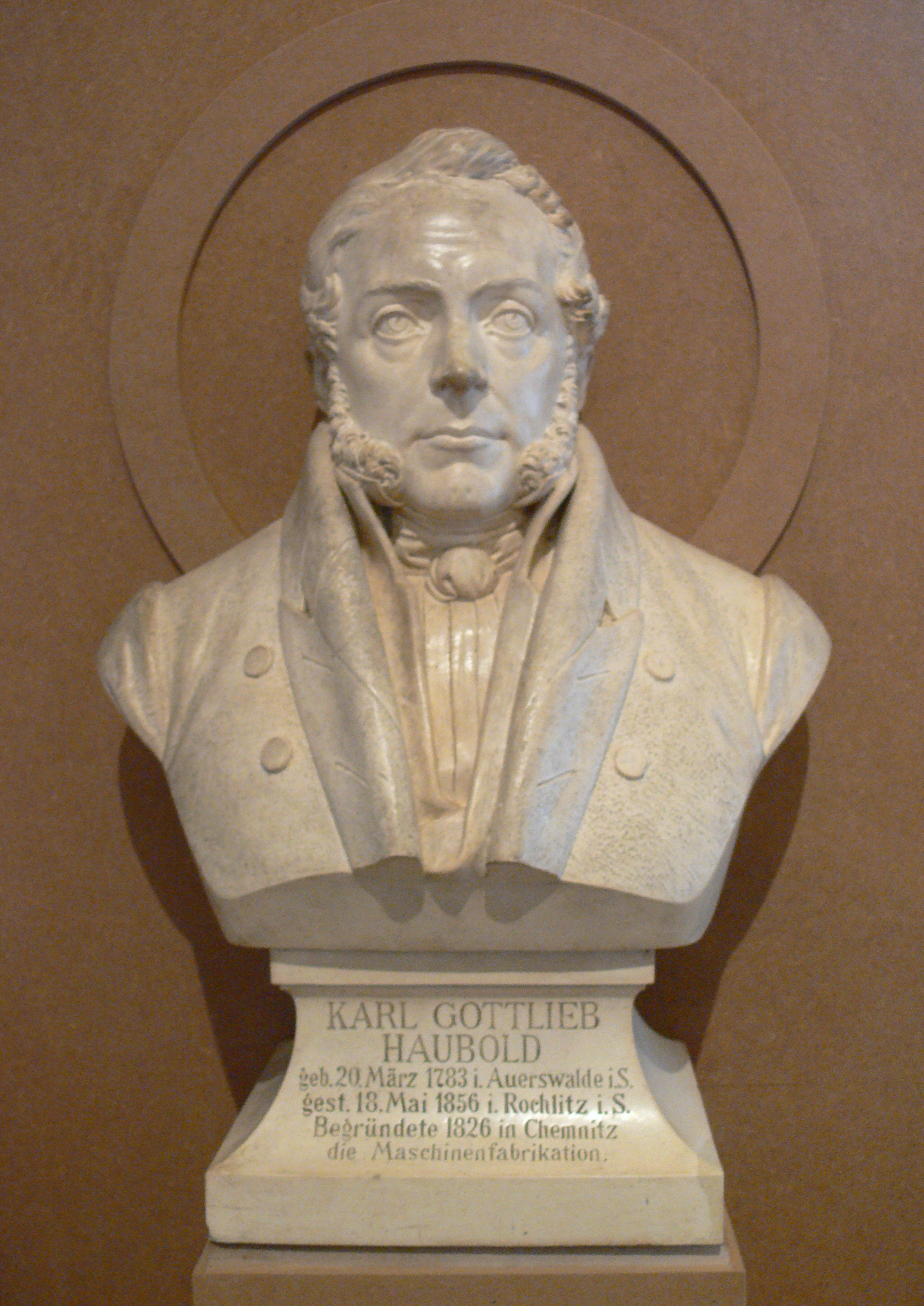
Portraitbüste Carl Gottlieb Haubold (Schloßbergmuseum Chemnitz)

Carl Gottlieb Haubold (* 20. März 1783 in Auerswalde; † 18. Mai 1856 in Rochlitz) war ein deutscher Unternehmer. Er gilt als Vater des Chemnitzer Maschinenbaus.

## Leben
Carl Gottlieb Haubold, Sohn des Zimmermanns Johann Gottlieb Haubold (* 1748, † 1807) aus Oberauerswalde und seines Weibes, der Bauerntochter Maria Rosinen geb. Saupin aus Unterauerswalde, ist am 20. März 1783, abends halb 6 Uhr in Auerswalde geboren und am 22. ejurdem (= desselben Monats) getauft worden.
Taufpaten waren Johann Gottlob Irmscher (Häußler und Schneider in Obergarnsdorff), Frau Maria Sophia (George Gottfried Saupens Bauers in in Unterauerswalde Eheweib) und Christian Hahn (Inw. Michael Hahns Bauers in Oberauerswalde erster ehel. Sohn).
Carl Gottlieb Haubold wuchs in Auerswalde (heute Auerswalder Hauptstraße 125) in ärmlichen Verhältnissen auf.
Im Alter von 14 Jahren begann er eine Ausbildung beim Chemnitzer Zimmermeister Mendel. Nach beendeter Lehrzeit erwarb er das Meisterrecht und 1808 das Bürgerrecht. Von 1807 an arbeitete er in den Maschinenspinnereien der Firmen „Gebrüder Bernhard“ in Harthau und bei „Wöhler & Lange“ in Furth. Die Spinnmaschinen bestanden zur damaligen Zeit noch weitgehend aus Holz. Haubold eignete sich in den Reparaturwerkstätten der Firmen das Wissen über die technische Funktionsweise von Spinnmaschinen an und stieg im Laufe dieser Anstellungen zum Zimmermeister auf.
Am 27. November 1809 heiratete Haubold Christiane Dorothea König († 1820), Tochter des Webermeisters Johannes Benjamin König, in der Hauptkirche zu Chemnitz. Mit ihr hatte er einen Sohn.
Ein Jahr später richtete er selbst eine kleine Maschinenbauwerkstatt zur Produktion mechanischer Spinnmaschinen in der Brüdergasse ein. Als Antrieb diente ihm ein Pferdegöpel. Zu dem jungen Unternehmen gehörte auch eine kleine Spinnerei. 1815 begann Haubold zudem mit der Herstellung von Schlagmaschinen für Baumwolle.
Mit der Mitgift seiner Frau, einem staatlichen Darlehen und der finanziellen Unterstützung seines Vetters Carl Gottfried Haubold (1792–1862), der später seine eigene Maschinenfabrik (Ermafa) gründete, pachtete Carl Gottlieb Haubold 1822 die Wöhlersche Spinnerei in Furth, die älteste mechanische Baumwollspinnerei Sachsens. Hier stand ihm erstmals auch Wasserkraft als Antrieb zur Verfügung. Sein Unternehmen zählte damals 30 Beschäftigte, die sich auf den Maschinenbau und die Spinnerei konzentrierten.
Nach dem Tod seiner ersten Frau (1820) heiratete er 1823 Caroline Henriette, Tochter des Chirurgen und Gastwirts Stipanski in Kehnert/Prov. Sachsen. Mit ihr hatte er ebenfalls einen Sohn.
1826 kaufte er das komplette Unternehmen und betrieb neben der Spinnerei auch eine Weberei. 1828 beschäftigte die Fabrik bereits 100 Arbeiter allein in der Maschinenbauabteilung. In der Spinnerei arbeiteten 1831 72 Erwachsene und 28 Kinder. 1830 machte er mit finanzieller Unterstützung der Sächsischen Regierung Studienreisen in mehrere Länder Europas. Die Belegschaft des Unternehmens stieg auf 300 Fabrikarbeiter und 200 Heimarbeiter an. 1832 erschloss Haubold durch den Bau eines Reißwolfes und einer Halbzeugpresse für die Lumpen- und Papierherstellung auch den Markt der Papierpressen.
Haubolds Maschinenbauabteilung wurde schnell über die Grenzen von Sachsen und Deutschland bekannt. Männer wie Richard Hartmann und Johann Zimmermann, beide große Chemnitzer Unternehmer, begannen bei Haubold ihre Karriere. In den 1830er Jahren boomte das Geschäft, es war die Zeit der Industriellen Revolution in Deutschland. Haubolds Maschinenfabrikation begründete den Chemnitzer Maschinenbau.
Die gut gehenden Geschäfte ermöglichten ihm 1834 den Erwerb der Wöhlerschen Spinnerei für 26.000 Taler sowie einen umfangreichen Aus- und Umbau der Fabrik. Allerdings musste er das 500 Arbeiter beschäftigende Unternehmen wegen ausstehender Kreditzahlungen bereits 1836 an die Sächsische Maschinenbau-Compagnie verkaufen. Haubold kaufte sich für 82.000 Taler in dieselbe ein und übernahm die technische Leitung. 1838 bekam das Unternehmen zusätzlich zum bestehenden Wasserrad eine 25 PS starke Dampfturbine – die erste Dampfturbine in Chemnitz. In der Folge fertigte das Unternehmen neben Textilmaschinen auch Papier- und Drehmaschinen, Wasserräder, hydraulische Pressen sowie schließlich auch Dampfmaschinen und Turbinen. 1839 wurde in der Sächsischen Maschinenbau-Compagnie unter Leitung Carl August Rabensteins von der Königlichen Gewerbeschule Chemnitz die zweite Lokomotive Sachsens gebaut, die Pegasus. Noch im selben Jahr schied Haubold aus dem Unternehmen aus.
Er gründete daraufhin 1849, im Alter von 65 Jahren, in Rochlitz eine eigene Kammgarnspinnerei; diese wurde von seinem Sohn Carl Victor Haubold fortgeführt und war als Hauboldtsche Spinnerei bekannt.
Die Sächsische Maschinenbau-Compagnie ging 1852 bankrott und wurde liquidiert.
Am 18. Mai 1856 starb Carl Gottlieb Haubold in Rochlitz.

## Verdienst
Carl Gottlieb Haubold gilt als Vater und Begründer des Chemnitzer Maschinenbaus. Ihm gelang es als erstem Chemnitzer Maschinenbauer, seine Produktionsstätte über die Stufe der Manufaktur zur Fabrik zu entwickeln. Sein Unternehmen war zudem für die Rekrutierung des unternehmerischen Nachwuchses bedeutsam. Mit Richard Hartmann, Johann Zimmermann und Konstantin Pfaff lernten einige der später bedeutendsten sächsischen Maschinenbauer ihr Handwerk bei Carl Gottlieb Haubold.